# Feliciano Rivilla
Feliciano Muñoz Rivilla (Ávila, 21 de agosto de 1936 – Madrid, 6 de novembro de 2017) foi um futebolista espanhol, atuava como defensor.
Ele passou a maior parte de sua carreira no Atlético de Madrid, jogando 356 jogos competitivos e marcando sete gols. Ele ganhou quatro grandes troféus com o clube, incluindo a edição de 1965-66 da La Liga.
Rivilla representou a Seleção Espanhola em duas Copas do Mundo (1962 e 1966) e no Campeonato Europeu de 1964, conquistando o último torneio.

## Carreira

### Clubes
Nascido em Ávila, Rivilla começou a jogar futebol no Real Ávila, mudando-se para o Real Murcia da Segunda División aos 17 anos, no final da temporada, ele assinou com Atlético de Madrid. Eles emprestaram ele durante três anos para o Plus Ultra e para o Rayo Vallecano, com ambas as equipes competindo na segundo divisão e onde ele se apresentou principalmente como um extremo.
Rivilla disputou o seu primeiro jogo de primeira divisão com o Atlético de Madrid no dia 21 de Setembro de 1958 numa derrota por 2-4 contra o Valencia. Ele marcou o seu primeiro gol no campeonato no dia 1 de Fevereiro num empate por 3-3 frente ao Sevilla.
Já reconvertido em um lateral direito, Rivilla foi um titular indiscutível para os Colchoneros nos anos seguintes, ganhando notavelmente dois troféus da Copa do Generalísimo e do campeonato nacional de 1966. Além disso, ele participou em nove jogos da campanha vitoriosa da Taça dos Clubes Vencedores de Taças de 1961–62.
Um ano depois de se aposentar aos 32 anos, Rivilla passou a trabalhar em eletrodomésticos e atuar como presidente da associação de veteranos do Atlético de Madrid.

### Seleção
Rivilla jogou 26 jogos pela seleção espanhola durante cinco anos, sua estréia em 10 de julho de 1960 foi em uma vitória por 3 a 1 sobre o Peru. Ele jogou apenas uma vez na Copa do Mundo de 1962, devido a uma fratura no pé, mas foi titular quando o país venceu a Campeonato Europeu de 1964, realizada em casa.
Rivilla foi novamente selecionado para a Copa do Mundo de 1966, sendo um membro da equipe não utilizado na Inglaterra.

## Morte
Rivilla faleceu em 6 de novembro de 2017 aos 81 anos, em Madrid.

## Títulos
- La Liga: 1965–66
- Copa del Generalísimo: 1959–60, 1960–61, 1964–65
- Taça dos Clubes Vencedores de Taças: 1961–62

- Eurocopa: 1964